# RER Sport
Pour les articles homonymes, voir RER.
Radio Est Réunion aussi appelée RER est une station de radio française de catégorie B située à La Réunion. Elle diffuse essentiellement de la musique locale réunionnaise de toutes les années.

## Historique
La station a été créée en 1983 par Michel Vergoz, qui est à l'origine du positionnement sportif de la station, il intervient régulièrement le week-end en qualité d'animateur jusqu'en 2015.
De 1991 à 2000, en plus des programmes locaux, les émissions sport de RMC sont diffusées sur la station. 
Pour ses 30 ans, en 2013, la station prend la dénomination RER Sport, à cette occasion, la grille des programmes s’étoffe de plusieurs programmes sportif, avec notamment la retransmission en direct des matchs du championnat régional de football mais aussi les retransmissions et émissions de la station RMC avec laquelle un partenariat est renoué.
Deux ans plus tard, la station abandonne la majorité sa programmation sportive et son partenariat avec RMC, elle prend alors la dénomination RER – Radio Est Réunion. Cependant quelques retransmissions sportives subsistent tels que la couverture Tour Auto et du Grand Raid,